# Johannes Birk
Johannes Birk (ur. 5 września 1893 w Gjellerup w Herning, zm. 18 lutego 1961 w Herning) – duński gimnastyk, medalista olimpijski.
W 1920 reprezentował barwy Danii na letnich igrzyskach olimpijskich w Antwerpii, zdobywając srebrny medal w ćwiczeniach z przyrządem drużynowo.